# Brettiella culmosa
Brettiella culmosa är en mossdjursart som beskrevs av Tilbrook, Hayward och Gordon 200. Brettiella culmosa ingår i släktet Brettiella och familjen Bugulidae. Inga underarter finns listade i Catalogue of Life.